# Seksdagesløbet i Aarhus
Seksdagesløbet i Aarhus var et seksdagesløb der blev afholdt fra 1954 til 1961 i Aarhus-Hallen af selskabet Aarhus Vinterbane. Der blev kørt på en kun 114,5 meter lang træbane, der kunne gennemkøres med en omgangstid på ca. syv sekunder.

## Vindere

### Ryttere med flest sejre
Efter den 9. udgave af løbet blev afgjort i februar 1961, har 15 ryttere vundet løbet, og fordelt de 18 øverste pladser på podiet siden den første udgave blev kørt i 1954. Kun Kay Werner Nielsen og Palle Lykke vandt mere end ét løb.
| Rytter             | Sejre |
| ------------------ | ----- |
| Kay Werner Nielsen | 3     |
| Palle Lykke        | 2     |

### Vindere efter nation
Til og med løbet i 1961 har der været 18 pladser øverst på podiet i de ni udgaver af Aarhus’ seksdagesløb, med vindere fra seks nationer.
| Nation     | Sejre |
| ---------- | ----- |
| Danmark    | 7     |
| Schweiz    | 4     |
| Australien | 2     |
| Frankrig   | 2     |
| Belgien    | 2     |
| Italien    | 1     |
| I alt:     | 18    |

### Podieplaceringer efter år
| Nr. | Dato                         | Vinderpar                                   | 2. plads                              | 3. plads                               |
| --- | ---------------------------- | ------------------------------------------- | ------------------------------------- | -------------------------------------- |
| 1.  | 12. – 18. februar 1954       | Georges Senfftleben (1) Roger Godeau (1)    | Jean Roth Walter Bucher               | Oscar Plattner Arie van Vliet          |
| 2.  | 6. – 12. november 1954       | Alfred Strom (1) Sydney Patterson (1)       | Kay Werner Nielsen Evan Klamer        | Heinz Zoll Herbert Weinrich            |
| 3.  | 16. – 22. februar 1955       | Kay Werner Nielsen (1) Evan Klamer (1)      | Heinz Zoll Herbert Weinrich           | Pierre Iacoponelli Ferdinando Terruzzi |
| 4.  | 18. – 24. februar 1956       | Jean Roth (1) Walter Bucher (1)             | Dominique Forlini Georges Senfftleben | Keld Leveau Kay Werner Nielsen         |
| 5.  | 9. – 15. november 1956       | Fritz Pfenninger (1) Oscar Plattner (1)     | Kay Werner Nielsen Evan Klamer        | Herbert Weinrich Ferdinando Terruzzi   |
| 6.  | 4. – 10. januar 1958         | Kay Werner Nielsen (2) Palle Lykke (1)      | Fritz Pfenninger Jean Roth            | Knud Lynge Ferdinando Terruzzi         |
| 7.  | 29. januar – 4. februar 1959 | Ferdinando Terruzzi (1) Knud Lynge (1)      | Kay Werner Nielsen Palle Lykke Jensen | Fritz Pfenninger Jean Roth             |
| 8.  | 11. – 17. februar 1960       | Rik Van Steenbergen (1) Emile Severeyns (1) | Kay Werner Nielsen Palle Lykke Jensen | Hans Edmund Andresen Bendy Pedersen    |
| 9.  | 2. – 8. februar 1961         | Kay Werner Nielsen (3) Palle Lykke (2)      | Oscar Plattner Klaus Bugdahl          | Rik Van Steenbergen Emile Severeyns    |